# Кренгольмская мануфактура
Кренгольмская мануфактура (эст. Kreenholmi manufaktuur) — крупное прядильно-ткацкое производство, располагавшееся на острове Кренгольм и левом берегу реки Нарва в Нарве (Эстония).
Основано хлопковым купцом из Бремена Людвигом Кнопом. На момент основания компания была крупнейшей в мире. Она располагалась на 32 000? акрах земли. В разное время на ней работало до 12 тысяч человек.
В 1994 году была приватизирована; в 2010 году признана банкротом. В 2012 году право на проставление марки и все соответствующие маркировки «Кренгольмской мануфактуры» выкупило небольшое нарвское текстильное предприятие, которое стало носить название ООО «Кренгольмская мануфактура» (Kreenholmi Manufaktuur OÜ).

## История

### XIX век

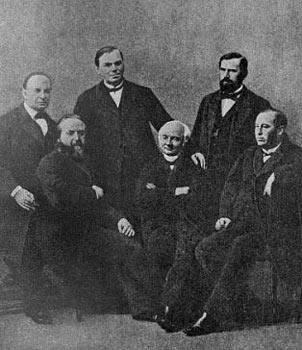
Иллюстрация из альбома «Кренгольмская мануфактура. Историческое описание, составленное по случаю пятидесяти лет своего существования», Санкт-Петербург, 1907. Стоят: Колбе Эрнст Фёдорович, Хлудов Алексей Иванович, Хлудов Герасим Иванович. Сидят: Солдатёнков Козьма Терентьевич, барон Кноп Лев Герасимович, Барлов Ричард Васильевич

В 1857 году первооснователем хлопкопрядильной отрасли в России, Людвигом Кнопом, вместе с Козьмой Солдатёнковым и Алексеем Хлудовым было учреждено «Товарищество Кренгольмской мануфактуры». Был возведён ряд промышленных корпусов: Старая (1858) и Новая (1862) фабрики на острове Кренгольм и у Нарвского водопада, прядильная фабрика (1870), Йоальская фабрика (1884) на левом берегу реки Нарвы и Георгиевская фабрика (1899).
В 1860 году на предприятии было занято 2000 человек, в 1912 году — 10 400.
В 1872 году, во время эпидемии холеры, умерли 420 работников мануфактуры, что послужило поводом к началу Кренгольмской стачки — первой крупной промышленной забастовки в Российской Империи. На её подавление были направлены регулярные войска. Государственная комиссия, позже исследовавшая ситуацию, пришла к выводу, что условия труда и быта рабочих должны быть улучшены. Видимо в связи с этим хозяева стали строить жилые дома для рабочих, чертежи которых, как пример от России, попали в 1879 году в изданную Эмилем Мюлле и Эмилем Каше в Париже книгу «Жилища рабочих во всех странах».

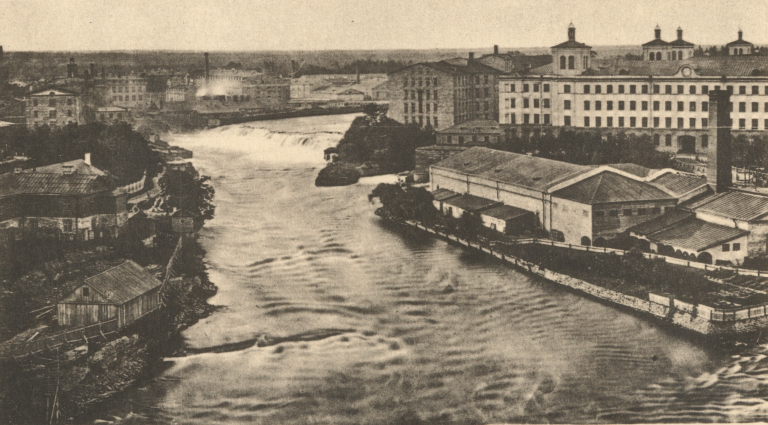
Река Нарова, Нарвские водопады и старая и новая фабрики Кренгольмской мануфактуры (справа) (1886 год)

В 1893 году в производстве было задействовано 340 000 веретён, 22 000 ткацких станков, на что требовалась мощность 6000 лошадиных сил. В этот период на мануфактуре работало около 7000 человек.
Кренгольмская мануфактура располагалась вдоль берега реки Нарвы и на острове Кренгольм, примерно на расстоянии 10 миль от устья реки. В речном порту Гунгербурга находились большие склады, где хранился хлопок, поставляемый непосредственно из Соединенных Штатов Америки или Ливерпуля. На мануфактуру он доставлялся вверх по реке по мере необходимости.
Возле Нарвы есть водопад высотой около 11 метров, который служил источником энергии. Оборудование для приводов и прочёсывания было изготовлено на фирме Platt Brothers & Co Ltd, в Олдеме, Англия. Некоторые ткацкие станки также были английскими, но большинство из них было изготовлено на собственном филиале мануфактуры.
Энергию водного потока преобразовывали 11 водяных турбин, мощностью 8 550 лошадиных сил, также для нужд производства были задействованы дополнительные паровые двигатели мощностью 700 лошадиных сил.
Пряжа в основном продавалась ткачам в Санкт-Петербургский и Московский ткацкие районы. Сотканная ткань состояла, главным образом, из печатной ткани сатина. В 1890-е годы фирма специализировалась на производстве тканей для автомобильных шин. Практически весь этот товар продавался в Москве.
Управляющие и помощники управляющего мануфактурой были англичанами. Рабочими, в основном, были русские и, частично, эстонцы и поляки. Постепенно складывалось фабричная социальная сфера. Были обустроены собственная больница и школа, в которой обучалось до 1 200 детей работников. Были построены русская православная церковь — Воскресенская, лютеранская церковь для эстонцев — Александровская, и для польских рабочих — костёл Святого Антония. Сотрудники жили при заводе в заводских кирпичных казармах, платя только номинальную арендную плату.
В 1890—1908 годы под руководством архитектора П. В. Алиша был построен комплекс зданий, включающий дома руководителей производства и мастеров, больницу, хлебозавод и другие с целью улучшения инфраструктуры мануфактуры.

### XX век
Объём выплаченной заработной платы в 1910 году составил эквивалент $ 1 370 000. В том же году было использовано 74 660 кип хлопка, из которых было получено 34 861 796 фунтов пряжи и 159 994 кусков ткани (в среднем 45 метров каждый).
До Первой мировой войны на предприятии было занято более 10 000 человек и производилось ежегодно более 70 000 000 метров полуфабрикатов из хлопчатобумажной ткани, которая направлялась в Россию для отбеливания и окрашивания, а затем использовалась в России.
Эстонская хлопковая промышленность ощутила на себе кризис после Первой мировой войны, приведший к закрытию завода, который в то время был крупнейшим предприятием в данной отрасли в бывшей Российской империи. Причиной закрытия стало отсутствие рынка сбыта ткани в послевоенных условиях Советской России.

Разрушенная бомбардировками Георгиевская прядильная фабрика, 1944 год

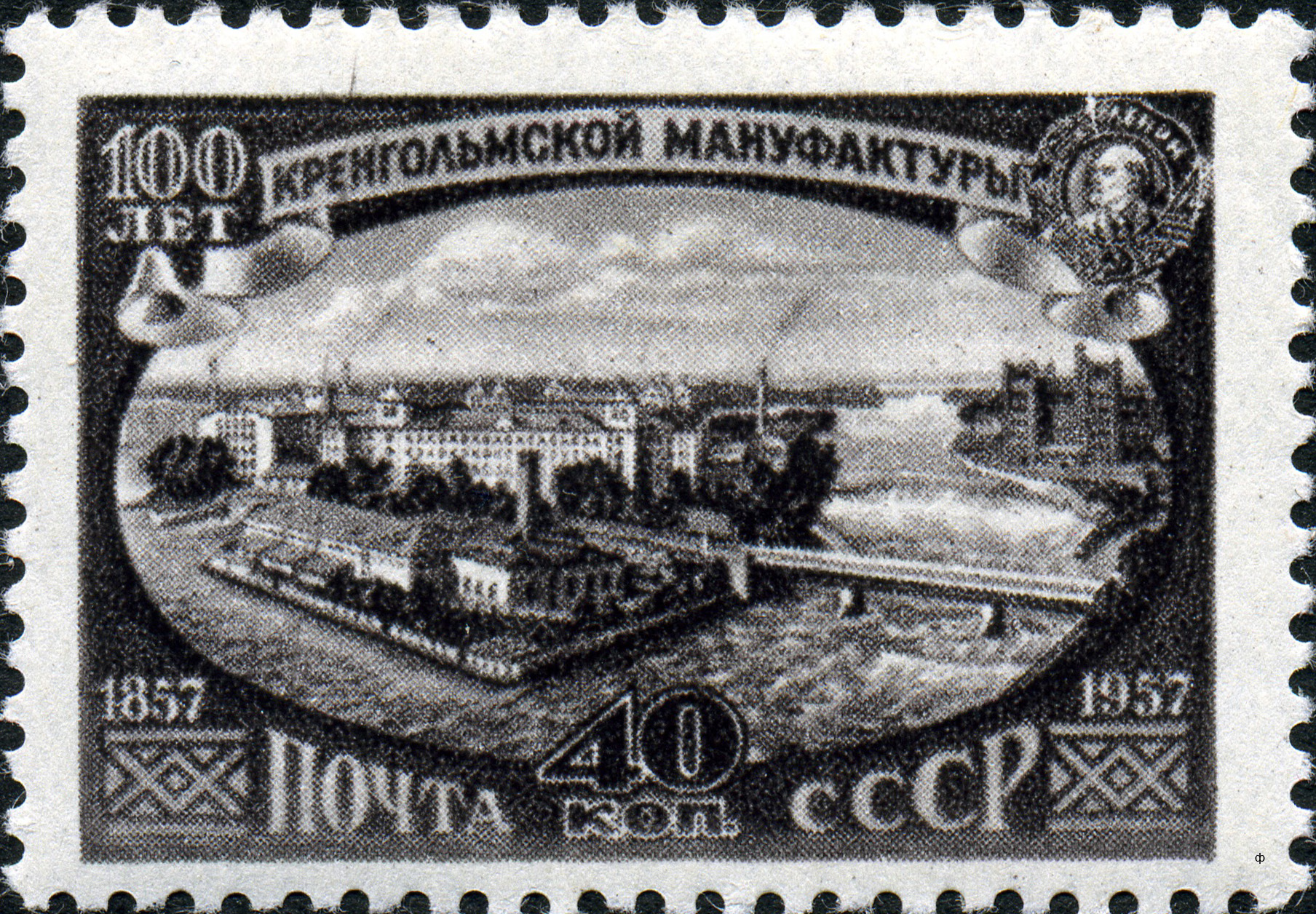
100 лет Кренгольмской мануфактуры. Марка СССР, 1957 год

К 1944 году компания, находившаяся в руинах, перешла в собственность Советского Союза, который превратил её в крупное промышленное предприятие.
В 1957 году предприятие было награждено орденом Ленина, в 1971 году — орденом Октябрьской революции.
В начале 1970-х годов предприятие занимало 32 тысячи акров земли.
Численность работников по состоянию на 1 января 1979 года составляла 11 381 человек. На начало 1978 года на комбинате насчитывалось 311 024 веретена и 3989 ткацких станков, из них 3684 — автоматические.
Объём продукции в 1978 году составил 31 650 тонн хлопчатобумажной пряжи, 148 миллионов метров хлопчатобумажного суровья, 202,4 миллиона метров тканей и 892 тонны ваты.
В состав хлопчато-бумажного комбината «Кренгольмская мануфактура» входили:
- Старопрядильная фабрика,
- Староткацкая фабрика,
- Новоткацкая фабрика,
- Йоальская прядильная фабрика,
- Георгиевская прядильная фабрика,
- Георгиевская ткацкая фабрика,
- Отделочная фабрика,
- ватинный цех,
- отдел главного механика,
- АСУП,
- художественные мастерские.

Комбинату принадлежали:
- Дом культуры имени Василия Герасимова[12],
- пионерский лагерь им. Олега Кошевого,
- санаторий-профилакторий в Нарва-Йыэсуу,
- детские сады и пр.

### Независимая Эстония
Компания была приватизирована в 1994 году, после восстановления независимости Эстонии. Основным акционером стала шведская компания Boras Wafveri AB. Будучи переименованной в Кренгольмскую группу компаний, реорганизованное предприятие включало в себя несколько производственных подразделений:
Krenholm Finishing,
Krenholm Sewing,
Krenholm Spinning,
Krenholm Terry Clothes,
Krenholm Weaving;
сервисное подразделение Krenholm Service;
подразделения продаж Krenholm Textile, Krenholm Scandinavia AB и Krenholm Germany GmbH.
XXI век
В 2008 году на «Кренгольмской мануфактуре» работало более 1500 человек. В декабре 2008 года шведскими владельцами мануфактуры на пост исполнительного директора был назначен Игорь Полищук. Он пообещал, что, несмотря на огромные убытки предыдущего экономического года (110 миллионов эстонских крон), 2009 год предприятие закончит с прибылью. Однако, уже 6 апреля 2009 владельцы предприятия освободили Игоря Полищука от занимаемой должности.
В ноябре 2010 года компания Boras Wafveri AB объявила комбинат «Кренгольмская мануфактура» банкротом. Немногим ранее, большинство станков и оборудования Boras Wafveri AB продала в страны среднеазиатского региона.
На месте промышленного гиганта стало действовать небольшое нарвское текстильное предприятие «Евротекстииль Групп» (Eurotekstiil Grupp OÜ), основанное шведами и местными текстильщиками, бывшими работниками «Кренгольмской мануфактуры». Оно же приобрело и некоторые станки бывшей мануфактуры.
В 2012 году это предприятие, в ходе процесса банкротного производства, выкупило право на проставление марки и все соответствующие маркировки «Кренгольмской мануфактуры»;
в настоящее время это предприятие носит название Kreenholmi Manufaktuur OÜ (ООО «Кренгольмская мануфактура»), его производственным директором является Александр Дурнев. Официальный адрес предприятия: улица Кадастику 57, Нарва. Оно имеет фирменный магазин в Нарве по адресу Таллинское шоссе 52. Товары с маркой «Кренгольмская мануфактура» вернулись на эстонские прилавки: основная специализация предприятия — производство рулонных штор и сатинового постельного белья. По показателям экономической деятельности в 2013 году на городском конкурсе «Нарвский предприниматель» ООО «Кренгольмская мануфактура» было признано лучшим нарвским предприятием.

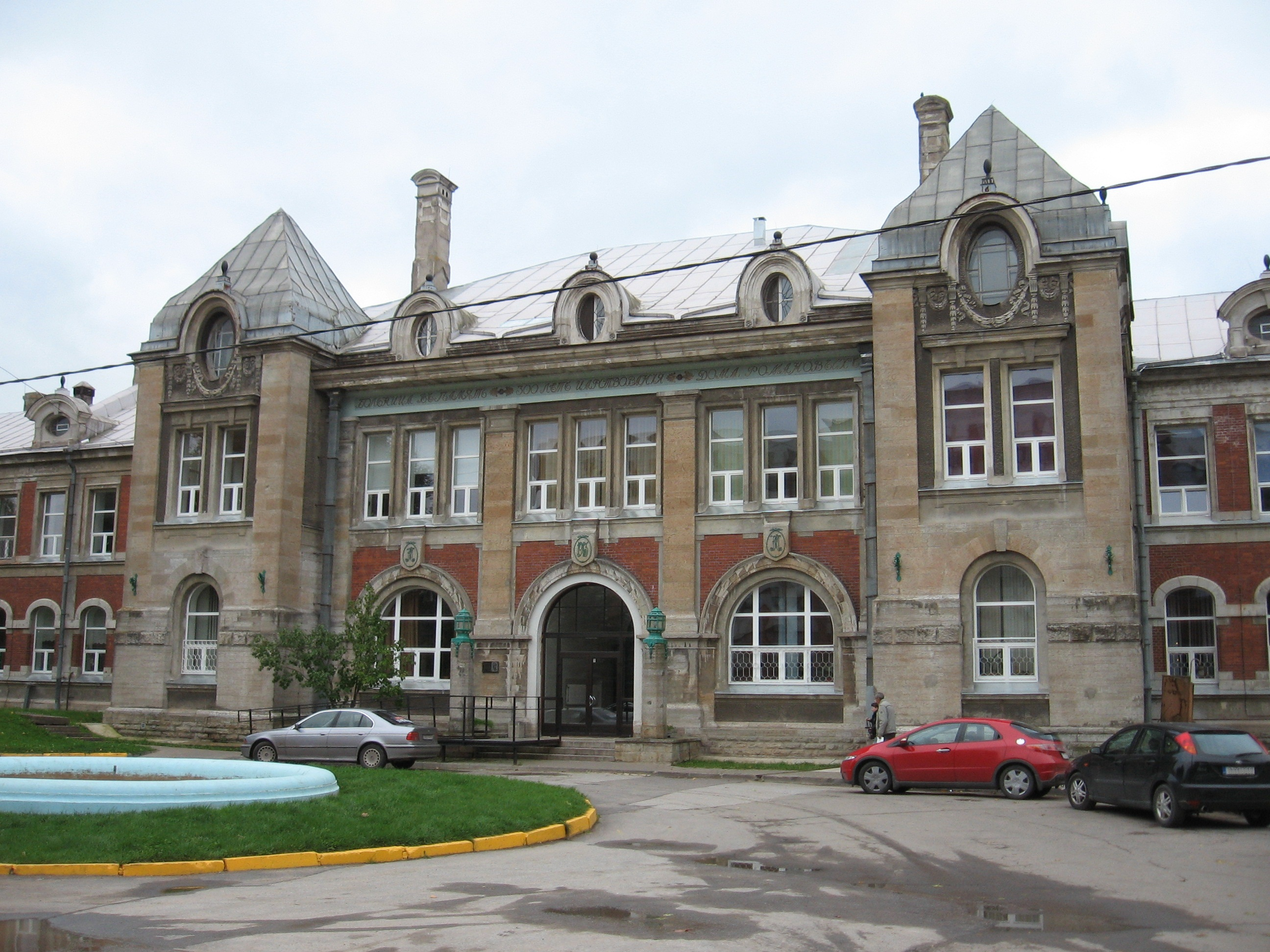
Нарвская больница (больница Кренгольмской мануфактуры, памятник архитектуры)

Согласно данным Бизнес-регистра, в 2015 году на предприятии работали 52 человека, по состоянию на 31 марта 2021 года численность работников составила 33 человека.
Часть бывших фабричных корпусов, построенных в советское время, снесена. От сноса защищены только фабричные корпуса и постройки «Кренгольмской мануфактуры», занесённые в Эстонский Регистр памятников культуры — это 35 объектов, в числе которых Георгиевская фабрика, Йоалаская фабрика, прядильная фабрика, дом директора мануфактуры Карра, дом директора Шоукросса, водонапорная башня, складской комплекс, хлебозавод, пожарное депо, здание электростанции, Кренгольмская старая больница, Кренгольмская новая больница, арестный дом, жилой дом для руководителей мануфактуры, пять жилых домов для мастеров, девять жилых казарм и мусоросжигательная печь. Некоторые здания были сданы в аренду, в частности, до 2023 года — для нарвского цеха таллинского завода «Амфенол Коннексус».

## Руководители
- Лев Герасимович Кноп (Людвиг Кноп), учредитель и директор правления
- Козьма Терентьевич Солдатёнков, учредитель и директор правления
- Алексей Иванович Хлудов, учредитель и директор правления
- Эрнст Фёдорович Кольбе, учредитель и директор правления[23]
- Василий Иванович Солдатёнков, директор правления[24]
- Владимир Иванович Шоукросс (Schowcross), директор правления
- Адольф Фёдорович Ган, директор правления
- Андрей Львович Кноп, директор правления[25]
- Джон Ричардович Карр (John Carr), технический директор
- Иван Карлович Прове (Johann Prowe)
- Рудольф (Роман) Иванович Прове, директор правления[26]
- Алвер (Alver), экономический директор
- Георг Коттам (Georg Kottam)
- Эдвард Чарнок (Edward Charnok)
- Косько Константин Григорьевич, экономический директор
- Александр Шипай (Aleksander Schipai)[27]
- В. Столбов
- П. Жданов
- Николай Евстигнеевич Фролов, директор (с 1971 г.)[28]
- Олег Геннадьевич Клушин, главный директор
- Меэлис Виркебау (Meelis Virkebau), исполнительный директор
- Матти Хаарайоки (Matti Haarajoki), исполнительный директор[29]
- Игорь Полищук, исполнительный директор
- Александр Дурнев, производственный директор
- Дмитрий Шумин, исполнительный директор[30]